# Révolution diplomatique
Pour les articles homonymes, voir Traité de Versailles (homonymie).
 (avril 2023).
Si vous disposez d'ouvrages ou d'articles de référence ou si vous connaissez des sites web de qualité traitant du thème abordé ici, merci de compléter l'article en donnant les références utiles à sa vérifiabilité et en les liant à la section « Notes et références ».

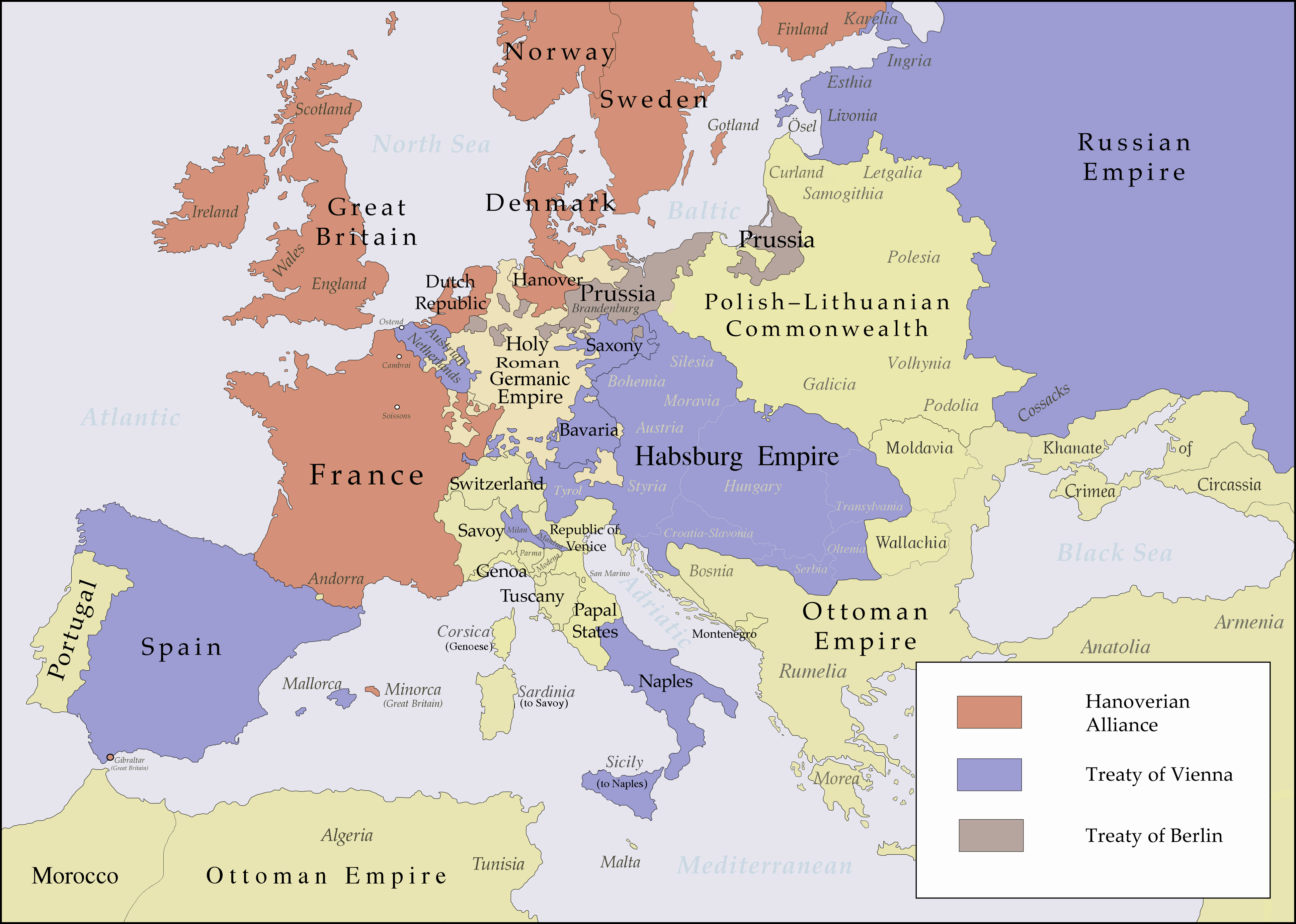
Les coalitions en Europe entre 1725 et 1730. En bleu les signataires du traité de Vienne d’avril 1725, en rouge ceux du traité de Hanovre de septembre 1725. La Prusse, en brun, rejoignit dans un premier temps l’alliance de Hanovre, puis changea de camp à la suite du traité de Berlin de décembre 1728.

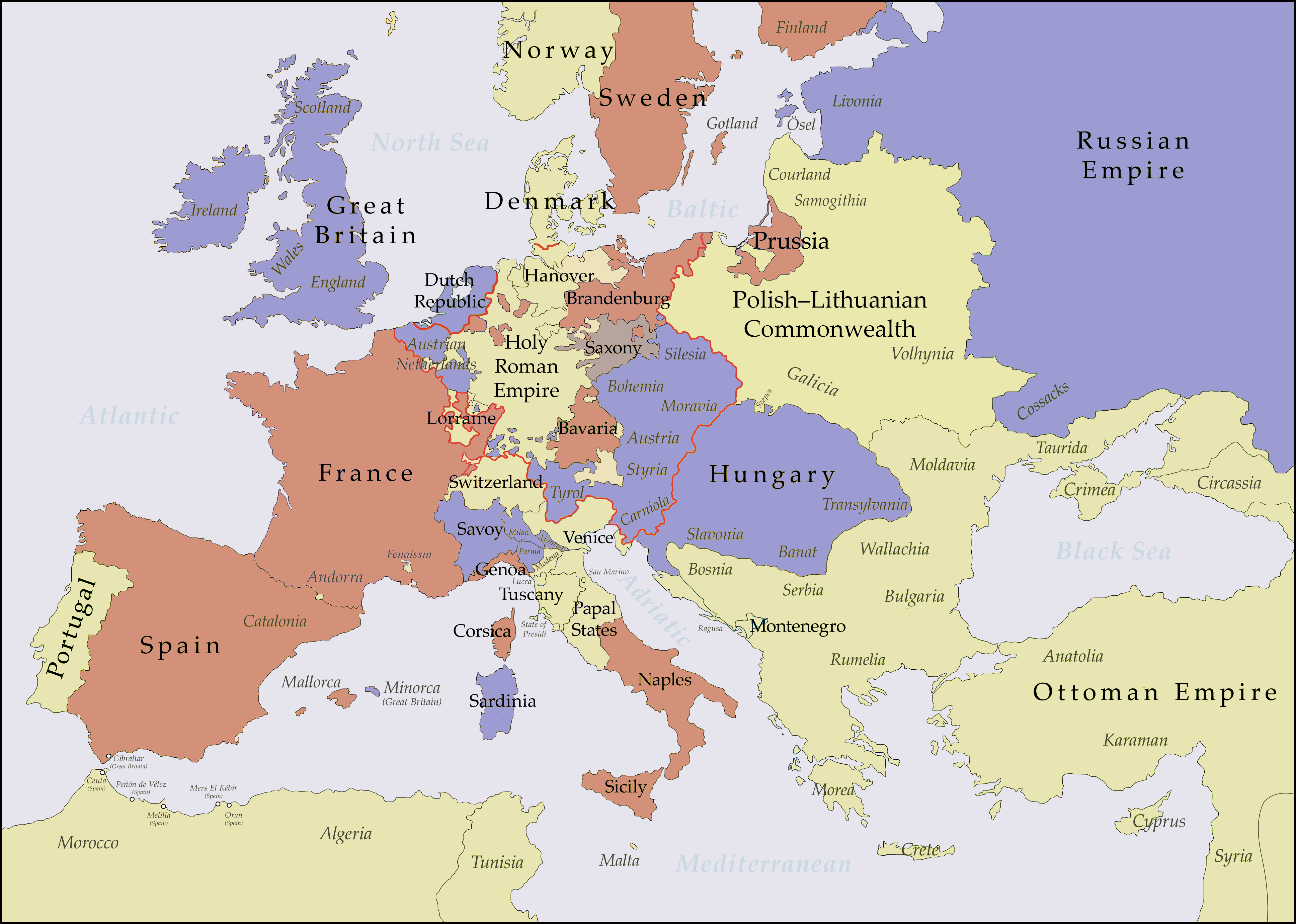
L'Europe à la veille de la Guerre de Succession d'Autriche en 1740 : L'Autriche, la Grande-Bretagne et la Russie s'opposent à la France, la Prusse et l'Espagne.

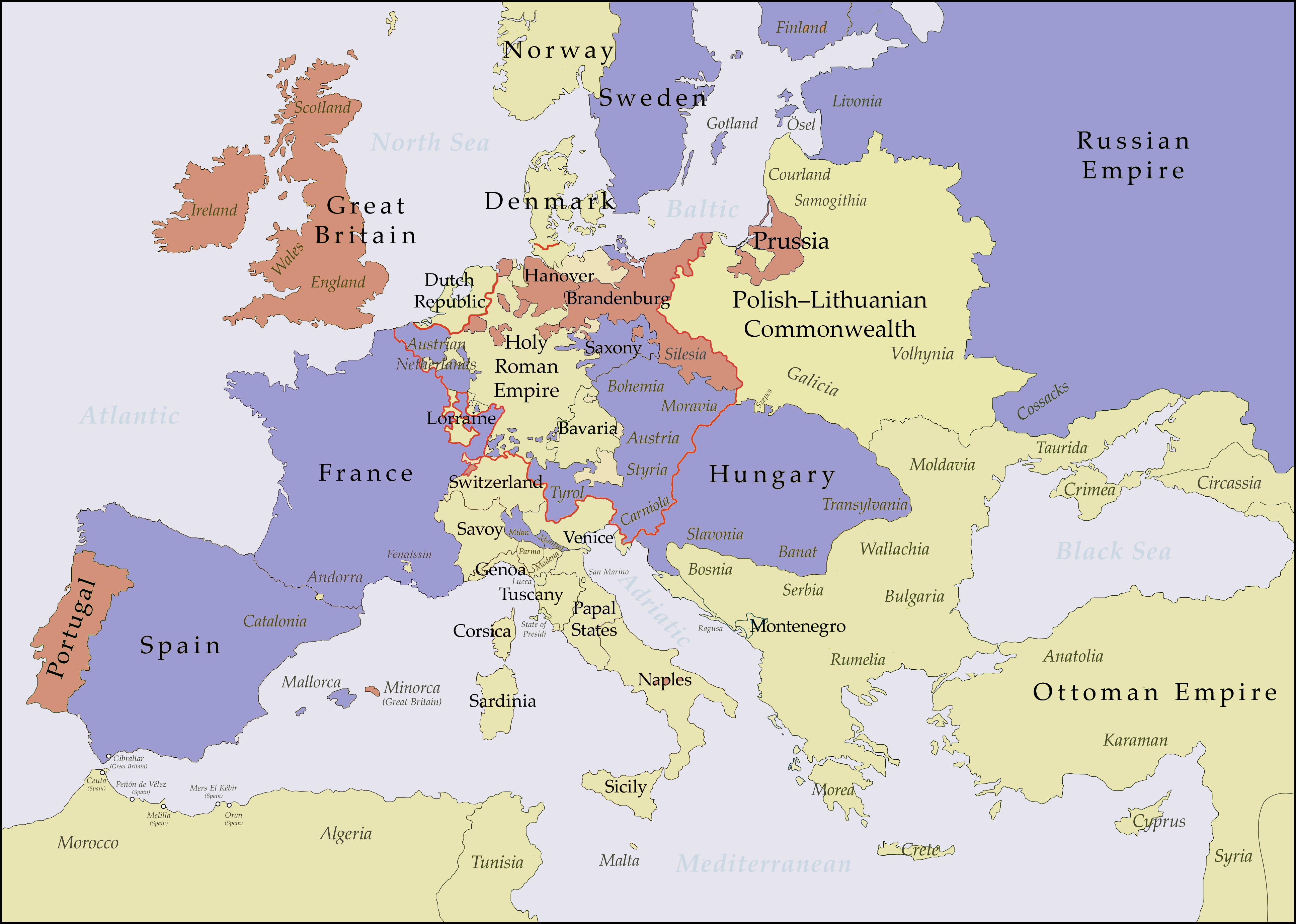
Les alliances à partir du traité de Versailles de 1756 et durant la guerre de Sept Ans.

Le renversement des alliances, parfois qualifié de Révolution diplomatique de 1756, est l'appellation donnée par l'opinion publique au traité de Versailles de 1756. L'alliance établie dès le XVIIe siècle entre la France et la Prusse contre l'alliance symétrique de la Grande-Bretagne et de l'empereur germanique fut remplacée par l'alliance franco-impériale contre la Grande-Bretagne et la Prusse.

## Contexte
Depuis le XVIe siècle, la diplomatie en Europe est dominée par la lutte des rois de France contre la maison des Habsbourg, qui la menace d'encerclement. L'avènement d'un Bourbon sur le trône d'Espagne à l'issue de la guerre de Succession d'Espagne a modifié cette donnée en facilitant le premier pacte de famille. D'autre part, la tutelle autrichienne sur l'Empire est battue en brèche par la montée de la puissance prussienne. En outre, la tension s'accroissait avec la Grande-Bretagne à propos de la Nouvelle-France concurrente des colonies britanniques nord-américaines. C'est dans ce contexte que s'opère la rupture diplomatique, consacrée par les traités de Versailles, qui répondent à la convention anglo-prussienne de Westminster.
Le rapprochement est l'œuvre de Kaunitz, ambassadeur en France de 1750 à 1753, qui deviendra le chancelier de l'Impératrice Marie-Thérèse, qui prend l'initiative en août 1755 de contacter Louis XV par l'intermédiaire de la marquise de Pompadour. Les négociations se déroulent dans le plus grand secret entre le nouvel ambassadeur autrichien Starhemberg et le cardinal de Bernis. La première rencontre eut lieu le 3 septembre 1755 dans la maison de campagne de la Pompadour. D'abord tenues secrètes, les négociations sont élargies à des ministres de Louis XV : Machault d'Arnouville, Rouillé, Moreau de Séchelles et Saint-Florentin. Les négociations traînent, une mission parallèle étant envoyée à l'ancien allié Frédéric II et certains ministres français étant résolument austrophobes. Le traité signé le 16 janvier 1756 entre la Prusse et la Grande-Bretagne montre que Frédéric II a fait une croix sur l'alliance française. Dès lors les obstacles sautent et le traité avec l'Autriche est signé le 1er mai 1756.
Le premier traité de Versailles signé le 1er mai 1756 entre la France et l'Autriche est seulement défensif. Après l'invasion de la Saxe, alliée de l'Autriche, par Frédéric II en août 1756, le second traité de Versailles signé le 1er mai 1757 le transforme en alliance offensive.
Au terme de ce second traité, Louis XV s'engageait à lever une armée de 130 000 hommes et à fournir à l'Autriche des subsides annuels de 12 millions de florins.
La place d'Alliance à Nancy commémore cet événement majeur d'alliance entre le royaume de France et l'empire des Habsbourg-Lorraine.

## Conséquences
Le renversement des alliances suscite, dans une partie de la population française, une hostilité durable et l'on trouve de fervents opposants jusqu'au cœur du ministère des Affaires étrangères. Le diplomate Jean-Louis Favier (en), familier du Secret du Roi, publie ainsi une série d'écrits hostiles à la nouvelle alliance qui sont réédités à plusieurs reprises durant la Révolution française.